# Merv
Merv (ruski: Мерв, iz perzijskog: مرو, Marv, ponekad navođen kao Marw ili Mari; kineski: 木鹿, Mulu), bivša ahemenidska satrapija Margijana, kasnije poznat kao grad Aleksandrija Margijana i Antiohija u Margijani (grčki: Αντιόχεια της Μαργιανήs), bio je važan oaza-grad u Srednjoj Aziji na povijesnom Putu svile u Turkmenistanu.  Na tom mjestu je postojalo nekoliko gradova, koji su zbog svoje strateške važnosti imali značajnu ulogu u mnogim političkim i povijesnim događajima. Tvrdi se kako je Merv nakratko bio i najvećim gradom na svijetu u 12. stoljeću. Zbog toga je upisan na UNESCO-ov popis mjesta svjetske baštine u Aziji i Oceaniji 1999. godine.
Današnje naselje na mjestu Starog Merva se zove Giaour Kala, a nalazi se u unutarnjem slivu rijeke Murgab, oko 30 km istočno od grada Marija. Južno od njega se nalazi kanal Karakum i dio Transkaspijske pruge.

## Povijest
Ovo područje je bilo naseljeno od neolita, a prvi vrhunac je doživjelo kao utvrđeni grad Erk-Kala koji se u drugoj polovici 2. tisućljeća pr. Kr. prostirao na oko 12 hektara.
Aleksandar Veliki ga je osvojio i pretvorio u helenistički polis Aleksandrija Margijana (Άλεξάνδρεια τὴς Μαργιανής). Seleuković, Antioh I. Soter, ga je uništio i obnovio preimenovavši ga u Antiohiju u Margijani (Άντιόχεια τὴς Μαργιανής) ili Antiohiju Partsku (Άντιόχεια τὴς Παρθίας). Sljedećih stoljeća gradom su vladali Parti, a krajem antike Sasanidi i bio je poznat kao Gabr-Kala ("Utvrda Zoroastrijanaca").
U Mervu je 651. godine ubijen posljednji sasanidski vladar Jezdegerd III., a grad su uskoro osvojili Arapi. No, uskoro je njihov general Abu Muslim iz Merva, uz pomoć Abasida, poveo prvu liberalnu pobunu protiv Omejida. Abasidski vladar Al-Mamun (813. – 833.) ga je načinio svojom prijestolnicom. tada su izgrađene utvrđeni tornjevi na gradskim zidinama (Rabat), te pored brojnih džamija i dva budistička, te jedan kršćanski samostan. Najznačajniji stanovnik Merva iz tog vremena bio je židovski matematičar i astronom Saul ibn Bišr.
Seldžuci ga osvajaju 1040. godine i život u gradu se seli na njegov zapadni utvrđeni dio koji ima nepravilan oblik, tzv. Sultan-Kala ("Sultanova utvrda", slika gore). Tu su u 11. stoljeću izgrađeni mauzolej sultana Ahmeda Sandžara i Sahrijarakova citadela, dok je Mauzolej Muhameda ibn Zajida izgrađen u predgrađu gdje se, između ostalih, nalazila i lončarska četvrt.
Merv je bio sjedište horasanskih šahova kada su Mongoli, pod vodstvom Tolujkana, Džingis-kanovog unuka, 1221. godine opsjedali i uništili grad do temelja, prilikom čega su pobili veliki broj ljudi (po nekim tadašnjim povjesničarima, više od milijun stanovnika), a nekoliko stotina tisuća je izbjeglo. Nakon toga se grad nikada nije oporavio i ostalo je tek naselje uz južni dio Sultan-Kale.
Timur ga je opustošio 1380. godine, a 1550. ga osvajaju Uzbeci, da bi ga pet godina kasnije ponovno osvojilo Perzijsko Carstvo. Uzbeci ga ponovno osvajaju od 1601. do 1747., nakon čega ponovno postaje dio Irana, prilikom čega je ovo naselje postalo potpuno nevažno. Perzijski šah je dao izmjestiti njegovo Turkmensko stanovništvo u istočni Horasan i Transaksoniju u 19. stoljeću. Nakon vojne pobune Turkmena, 1883. godine, za Rusko carstvo ga osvaja general Aleksandar Komarov i odmah su započeta arheološka iskapanja. Od 1925. je Merv postao dio Turkmenske Sovjetske Socijalističke Republike, a 1930. godine osnovan je obližni grad Mari, poznat također i kao Merv.
- Laserski skenirane gradske zidine Gabr Kale iz 3. stoljeća pr. Kr., proširene i uvećane do 7. st.
- Mauzoleji u Mervu
- Ruski komemorativni novčić iz 1993. god. koji slavi 2500-tu godišnjicu grada Merva

## Vanjske poveznice
- Projekt Stari Merv Sveučilišta UCL